# Rumunsko na Letních olympijských hrách 1952
Rumunsko se účastnilo Letní olympiády 1952 ve finských Helsinkách. Zastupovalo ho 114 sportovců (103 mužů a 11 žen) v 15 sportech.

## Medailisté
| Medaile | Jméno                 | Sport             | Soutěž                                         |
| ------- | --------------------- | ----------------- | ---------------------------------------------- |
| Zlato   | Iosif Sîrbu           | Sportovní střelba | Muži 50 metrů libovolná malorážka 60 ran vleže |
| Stříbro | Vasile Tiță           | Box               | Muži váha střední do 75 kg                     |
| Bronz   | Gheorghe Fiat         | Box               | Muži lehká váha do 60 kg                       |
| Bronz   | Gheorghe Lichiardopol | Sportovní střelba | Muži 25 metrů rychlopalná pistole              |